# Muralla y torres del Kremlin de Moscú
La muralla que rodea el recinto defensivo del Kremlin de Moscú (en ruso: Московский Кремль) es reconocible por sus características almenas y torres. La muralla original, construida en 1156, era simplemente una valla de madera con garitas de guardia. Desde 1990 el conjunto del Kremlin fue incluido, junto con la Plaza Roja en la lista de Patrimonio de la Humanidad de Unesco.

## Murallas
Las actuales torres amuralladas se construyeron en el siglo XV, entre los años 1485 y 1495, en el mismo lugar que antes había ocupado la vieja muralla de piedra blanca de la época de Dmitri Donskói. Esta gran obra de fortificación fue levantada sobre la base de los adelantos de la técnica militar de aquel tiempo.
Las torres de Kremlin están unidas por una alta muralla almenada, que forman sobre el plano un triángulo irregular con una superficie de 28 ha. Fueron construidas con la idea de que desde ellas se pudiese disparar no sólo sobre el terreno abierto ante las mismas, sino igualmente a lo largo de su muralla. Por esta razón una gran parte de las torres sobresalen de la línea amurallada.
Donde las murallas formaban el ángulo se erigieron torres redondas, que eran las más consistentes y permitían hacer los disparos en forma circular. Tales son las torres Angular del Arsenal, del Agua y de Beklemíshev. En ellas se perforaron pozos disimulados para abastecer de agua a los defensores del Kremlin en caso de un prolongado asedio. Uno de esos pozos se conserva todavía en la torre Angular del Arsenal.
Las torres más altas y resistentes se levantaron sobre los lugares en donde llegaban hasta el Kremlin importantes carreteras estratégicas. En esas torres fueron abiertas entradas al Kremlin con puertas de recias hojas metálicas o de roble guarnecidas con herrajes. En la parte exterior de las torres se construyeron barbacanas cuyos pasos cerraban con una reja levadiza.
De las torres con entrada al Kremlin, las más importantes eran las del Salvador, San Nicolás, de la Trinidad y del Pinar.
El Kremlin estaba rodeado por una barrera acuática, al sur: el río Moscova; por el noroeste, el río Neglínnaya, y al este, un profundo foso que unía el río Neglínnaya con el Moscova.
El Kremlin era como un islote fortificado. Para llenar de agua el foso se construyeron diques especiales en el río Neglínnaya, junto al puente de la Trinidad y la torre del Pinar. A la entrada de los bastiones descendían sobre el foso puentes levadizos sostenidos por cadenas y el paso a los bastiones estaba cerrado por rejas, de modo que si el enemigo lograba irrumpir en ellos a través del puente era bajado rápidamente estas rejas metálicas y se dejaba atrapado en una especie de saco de piedra. Entonces desde la galería alta del bastión se disparaban sobre los invasores.
Entre las principales torres cuadrangulares con entrada al Kremlin y las torres redondas en los ángulos fueron levantadas las demás torres. Eran cerradas, sin paso y servían para la defensa. La distancia entre las torres estaba determinada por el alcance de tiro de las armas existentes en aquel entonces y por la configuración del terreno. Las torres tenían almenas y plataformas de fuego. Debajo de las almenas había aspilleras salientes especiales para disparar contra el enemigo que penetraba hasta los pies de las torres. Estas aspilleras salientes se han conservado hasta nuestros días en casi todas las torres del Kremlin.
En las torres había varias galerías o pisos y pasadizos para ir de un tramo a otro de la muralla, los pasos a través de las torres también siguen existiendo hasta ahora.
En la antigüedad en algunas de las torres, como, por ejemplo, en las torres del Rebato y del Zar, había campanas que tocaban al rebato cuando el Kremlin veíase amenazado. En las atalayas de las torres principales —la del Salvador y de la Trinidad— fueron instalados relojes.
En su parte exterior, la muralla del Kremlin remata en almenas bicornes de entre unos 2 a 2,50 metros de altura y de unos 65 a 70 centímetros de espesor. Durante los combates, los tiradores disparaban desde pequeñas aspilleras abiertas en las almenas. En la muralla del Kremlin existen en total 1.045 almenas.
En la parte interior de la muralla, detrás de las almenas, se extiende la explanada de unos 2 a 4,5 metros de ancho, protegida por el lado del Kremlin por un parapeto de ladrillo, debajo del cual hay grandes nichos terminados en arco.
Antiguamente cubría la muralla un tejadillo de madera contra las lluvias, que resguardaban del mal tiempo a los tiradores y preservaba a la muralla del efecto destruido de la lluvia y de la nieve. Ardió en el siglo XVIII y ya no se reconstruyó más.
La altura de la muralla hasta las almenas es de 5 a 19 metros, según la configuración del terreno; su grosor varía de 3,5 a 6,5 metros. El Kremlin tiene 20 torres, cinco de ellas con la entrada hacia su recinto. La longitud de la muralla, incluidas las torres, es de 2.235 metros. La superficie del Kremlin abarca unas 28 hectáreas.

## Torres

### Del Agua (Vodovzvódnaya)

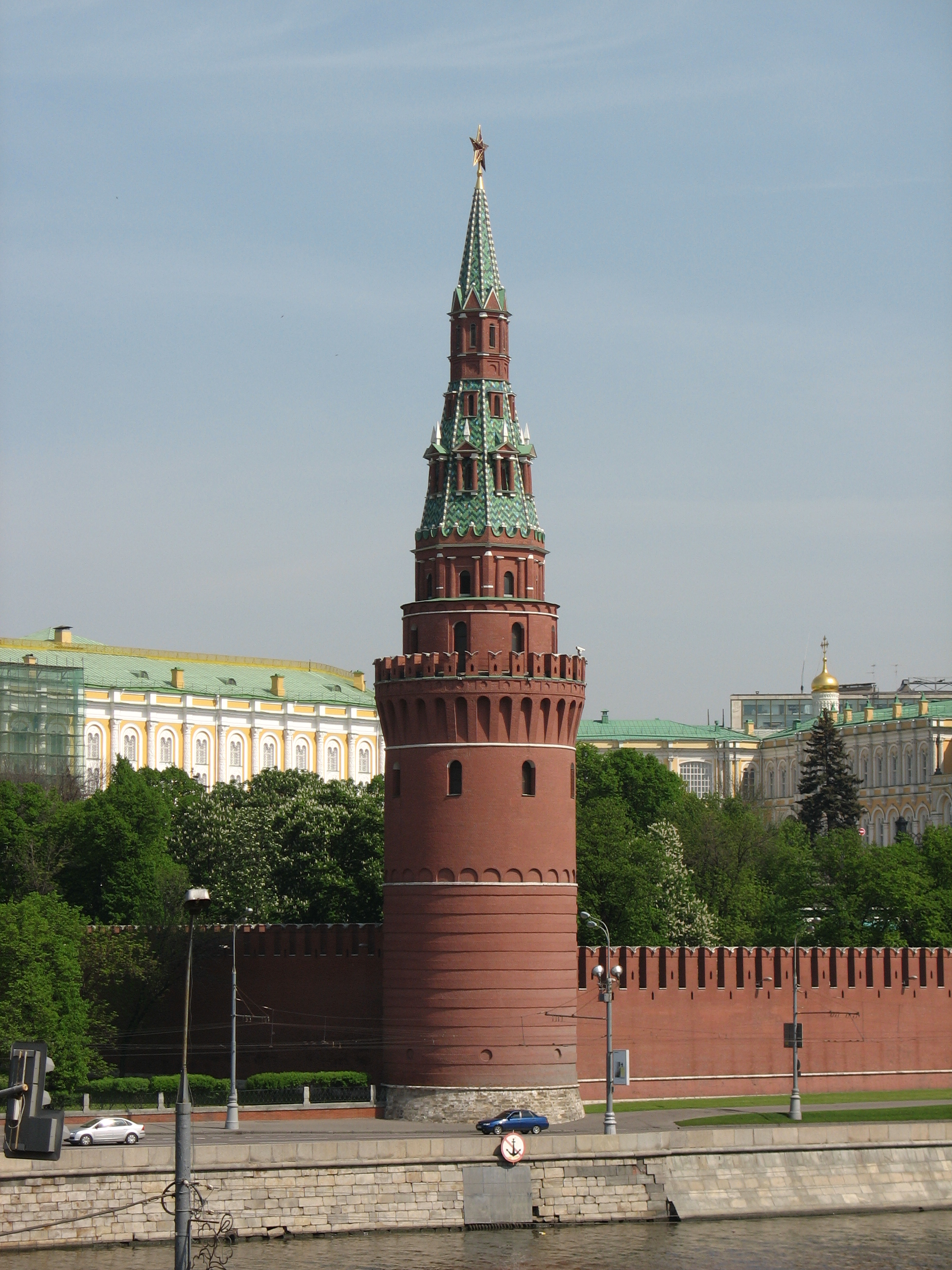
Torre del Agua.

Al sur de la torre del Pinar, en el ángulo de la parte suroeste del Kremlin y a orillas del río Moscova, está la torre del Agua (Vodovzvódnaya, en ruso Водовзводная). Es una de las más bellas y esbeltas del Kremlin.
Al principio tuvo el nombre Svíblov debido a su proximidad con las viviendas de los boyardos Svíblov. En el siglo XVII, cuando en la torre fue instalada una bomba que por tubos de plomo subían el agua del río Moscova a los jardines superiores y a los palacios de los zares, empezó a llamársela torre del Agua. La bomba de agua no se ha conservado. En 1812 fue volada por las tropas napoleónicas en su retirada. A los pocos años (1817—1819), la torre se reconstruyó por obra del arquitecto Osip Bové, que supo darle las formas arquitectónicas clásicas de aquellos tiempos.
La parte baja de la torre es de piedra. Arriba tiene columnitas clásicas y ventanas en el chapitel adornadas con pórticos y frontones. Esta torre se distingue por sus grandes ventanas y decorativas aspilleras voladizas con almenas.
La altura de la torre con la estrella de cristal de rubí es de 61,25 metros.

### Angular del Arsenal (Uglovaya Arsenálnaya)

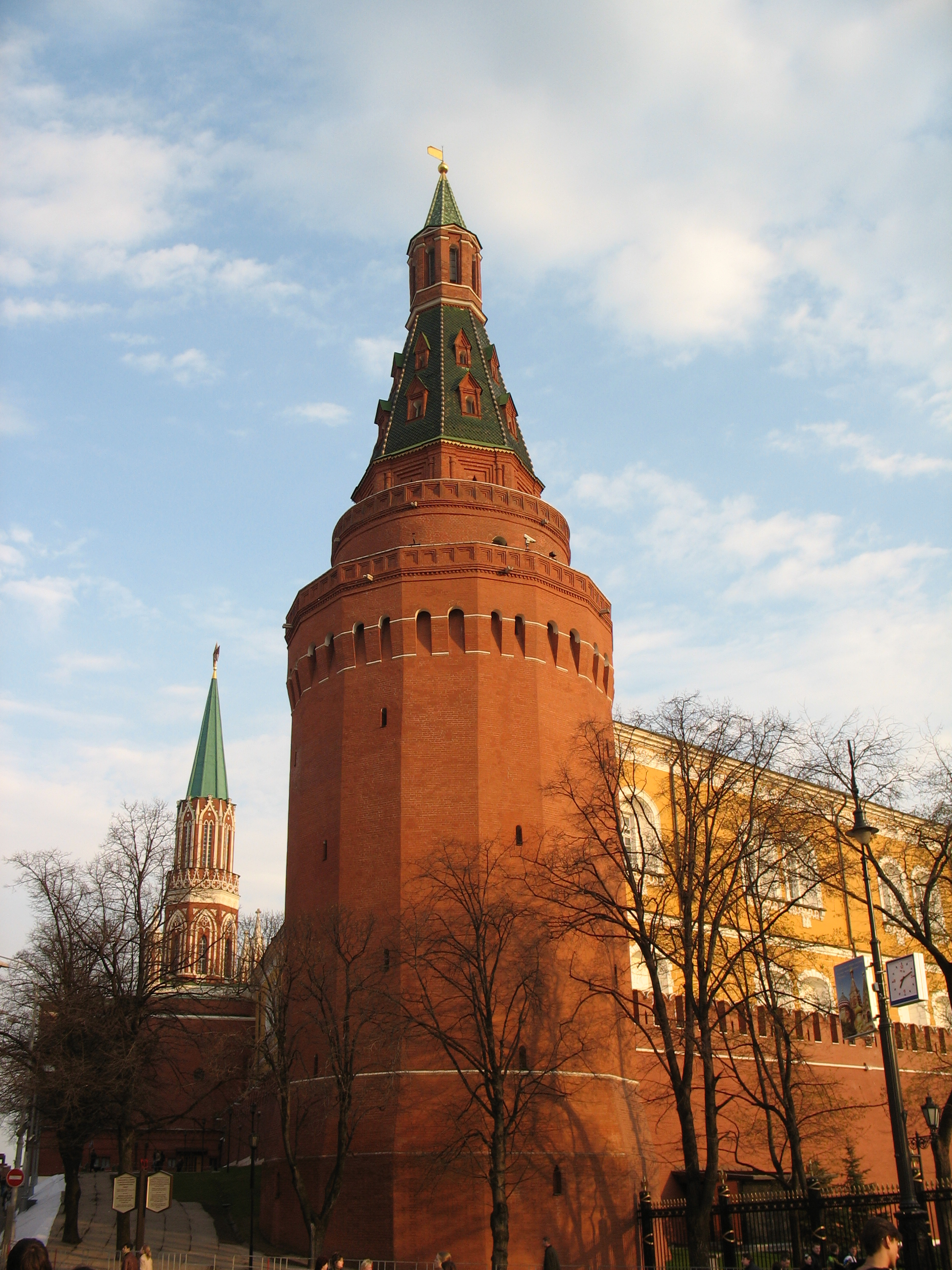
Torre Angular del Arsenal.

Uglovaya Arsenálnaya (ruso Угловая Арсенальная). Esta torre, situada al frente del Museo de Historia, se levantó en 1492. Entre las torres en los ángulos de la muralla del Kremlin, es la más robusta y de más profundos cimientos. La parte inferior, que forma un cuerpo macizo de dieciocho caras, está bastante ensanchada en su base. El muro de la torre tiene hasta cuatro metros de espesor. Fue construida así no sólo con fines de defensa, sino también para proteger el pozo oculto existente en la galería subterránea de la torre y que se ha conservado hasta nuestros días.La torre debe su nombre al edificio del Arsenal, contiguo a ella.
En 1707, Pedro I, que preparaba el Kremlin para defenderlo contra los suecos, ordenó ensanchar las aspilleras de la torre, haciendo de ellas grandes ventanas para colocar cañones. En 1946-1950 se realizó una restauración general de la torre. Mide, desde el Jardín Aleksándrovski (Alexander Garden), 60,2 metros.

### Del Pinar (Borovítskaya)

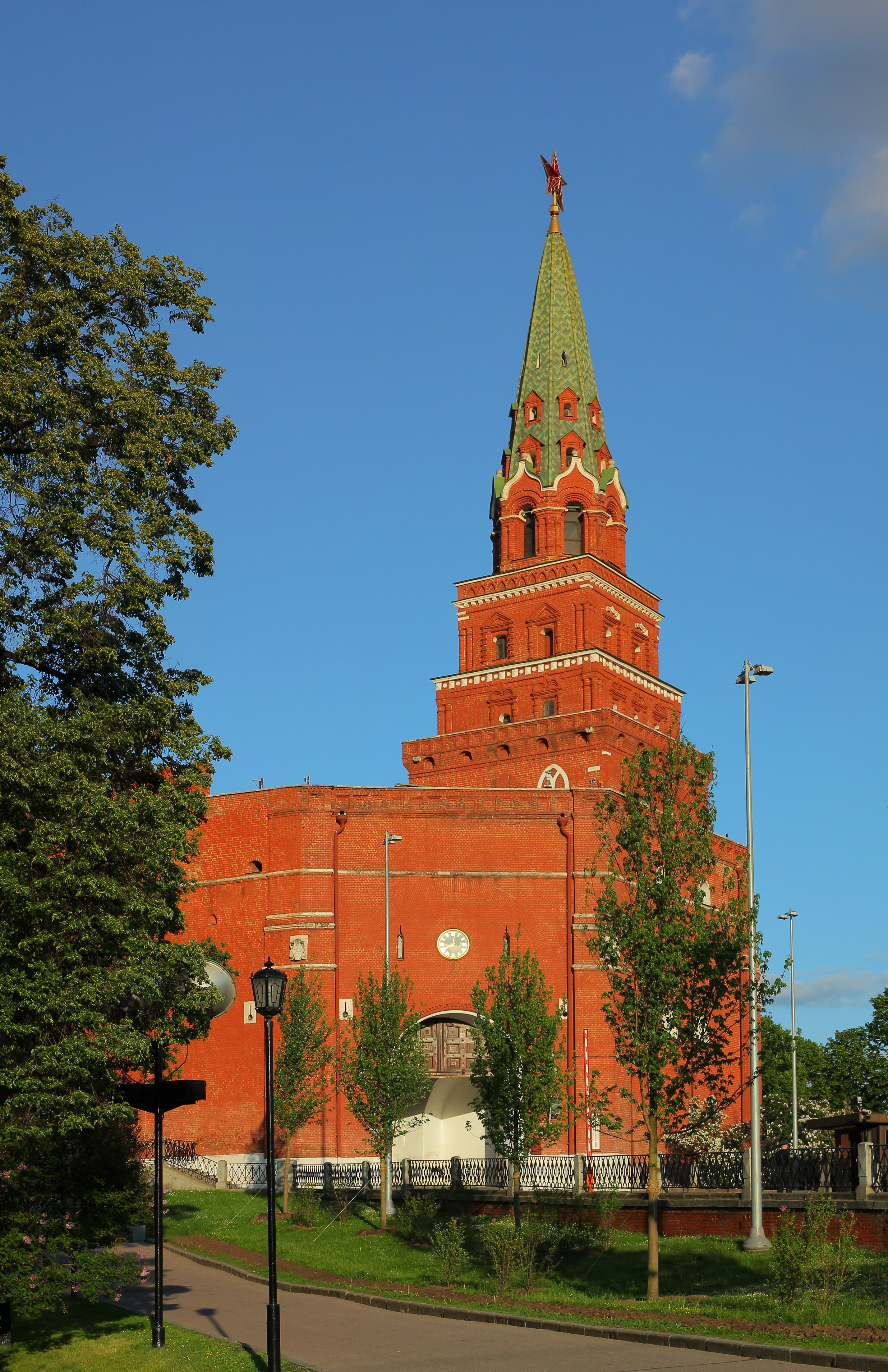
Torre del Pinar.

Al pie de la colina Borovítskaya (ruso Боровитская), donde en otro tiempo surgió el Kremlin, se alza la torre del mismo nombre, que fue construida en 1490, en el lugar que anteriormente había ocupado otra torre. Era la salida más antigua del Kremlin y la puerta más próxima al río. La entrada de la torre, a diferencia de la entrada de la torre del Salvador, que era la principal, servía para los menesteres de la hacienda del Kremlin. La torre debe su nombre al tupido pinar (en ruso bor) que cubrió en antaño toda la colina del Kremlin.
La torre del Pinar tiene una original forma piramidal escalonada. Sobre su maciza base cuadrangular descansan tres cuerpos superpuestos, también cuadrangulares, cada uno de ellos más pequeño que el inferior, y un pináculo ochavado abierto, que remata en un alto chapitel. Ese elevado chapitel a finales del siglo XVII se sobrepuso a la torre y en el siglo XVIII, al ser reparada la torre, fue ornamentado con detalles seudo góticos de piedra blanca.
En 1812 la torre sufrió deterioros a causa de una explosión que se produjo en la torre del Agua. De los detalles seudo góticos sólo se conservaron los marcos de las ventanas en la fachada septentrional del segundo cuerpo cuadrangular y los adornos de sus tercero y cuarto cuerpos.
La torre del Pinar está coronada por una estrella de cinco puntas de cristal de rubí.La altura de la torre hasta la estrella es de 50,7 metros, y con la estrella, de 54,05 metros.

### De Constantino y Elena (Konstantino−Eléninskaya)
Es la primera torre que se encuentra en la parte oriental del Kremlin. Tiene 36,8 metros. En la época de Dmitri Donskói se alzaba en este lugar una torre de piedra blanca con una puerta por la que el príncipe salió en 1380 con su guardia para participar en la histórica batalla de Kulikovo, batalla decisiva contra las huestes tártaras y los mongoles de la Horda de Oro.
La actual torre de Constantino y Elena fue construida en 1490 por arquitecto italiano Pietro Antonio Solari. Al principio la torre tuvo barbacana, puente levadizo sobre el foso y puertas de paso al Kremlin. En el siglo XVII fue cerrado este paso y se convirtió la barbacana en la cámara de torturas. En 1680 coronaron la torre con un chapitel. A finales del siglo XVIII fueron demolidos la barbacana y el puente. Posteriormente también se clausuraron las puertas. En 1950 se restauró la torre.

### Kutafia

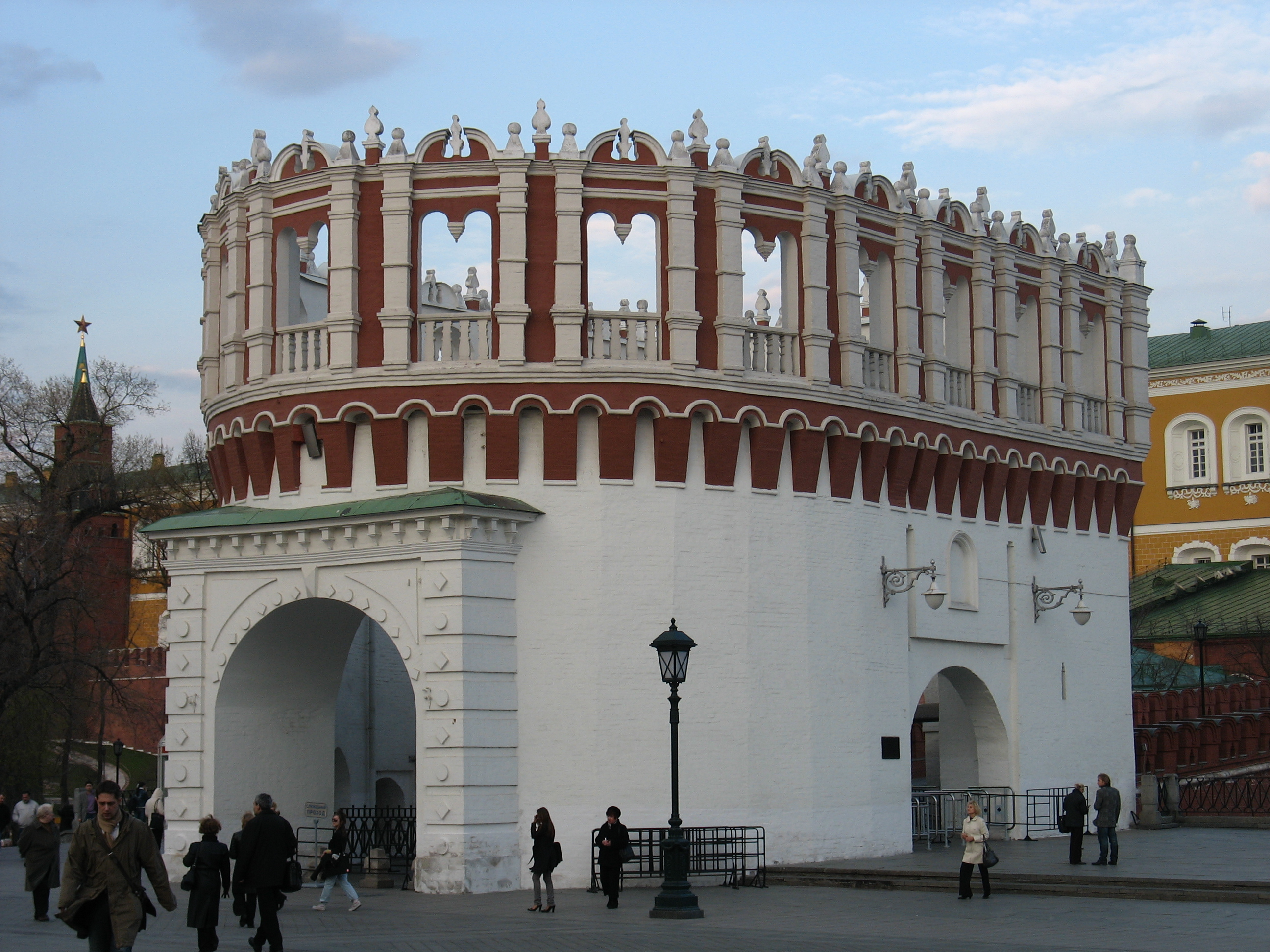
Kutafia.

La torre de Kutafia (en ruso Кутафья) fue construida a comienzos del siglo XVI como atalaya. Levantada enfrente de la torre de la Trinidad y a la salida del puente tendido ante ella, servía para defender al mismo. En el pasado la circundaba un foso sobre el que se hacían descender puentes levadizos. En 1685, a la torre Kutafia, a la vez que a las otras torres del Kremlin, se le agregó a fin de embellecerla, una parte superior con calados y detalles ornamentales en piedra blanca. El nombre lo tomó probablemente de su forma: en Rusia antigua se llamaba "Kutafia" a la mujer desmañada y vestida sin gusto.

### Media del Arsenal (Srédniaya Arsenálnaya)

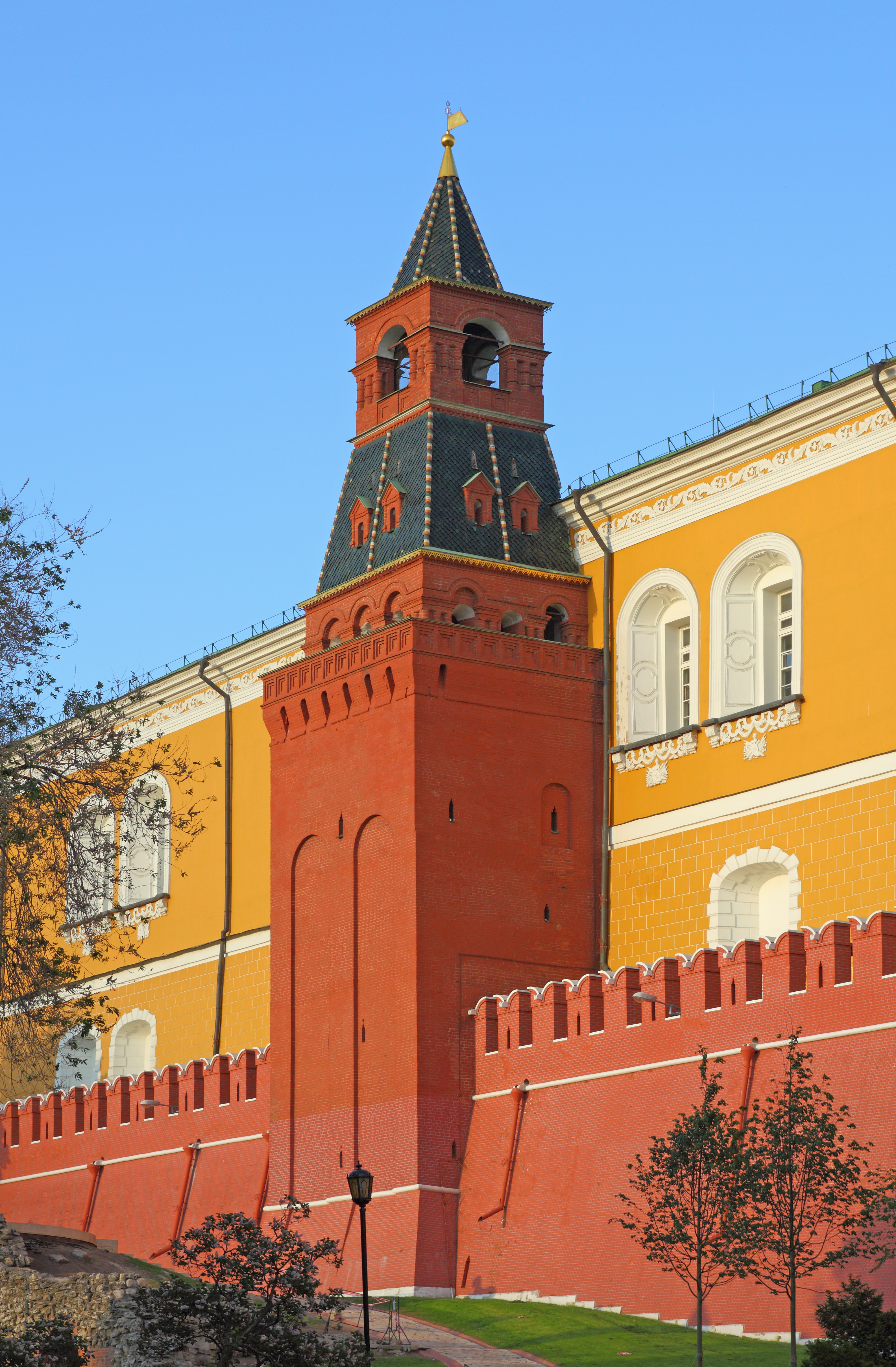
Torre Media del Arsenal.

A la torre Arsenal sigue la torre Media del Arsenal (en ruso Средняя Арсенальная), que se erigió en 1495. Su nombre proviene del edificio del Arsenal. Anteriormente se llamó Graniónaya (Tallada), por el aspecto que ofrecía su fachada dividida en entrepaños. En 1812, cuando se plantó el Jardín de Aleksandr, al pie de la torre fue construida una gruta para divertimento popular, que hasta ahora existe. La torre mide 38,9 metros.

### Del Rebato (Nabátnaya)
En el declive de la colina del Kremlin, frente a la catedral de San Basilio el Beato, se alza la torre del Rebato (Набатная,en ruso), construida en 1495. Tiene muchos adornos. Las tejas verdes del chapitel, los detalles de piedra blanca y los muros de ladrillo rojo dan un pintoresco aspecto a la torre del Rebato.
El nombre de esta torre del Kremlin proviene de la campana de rebato que estuvo colgada en ella. La campana de rebato estaba destinada para alertar a la población de algún peligro. Durante la gran insurrección de 1771 en Moscú, los ciudadanos insurrectos tocaron al rebato y congregaron a los moscovitas en el Kremlin. Aplastada la insurrección, Catalina II enfurecida al no poder conocer quien había hecho sonar la campana, ordenó que le quitasen el badajo. La campana sin badajo estuvo colgada más de treinta años en la torre. Durante la reparación de esta en 1803 se llevó de allí y en 1821 fue entregada a Armería del Kremlin.

### Del Salvador (Spásskaya)

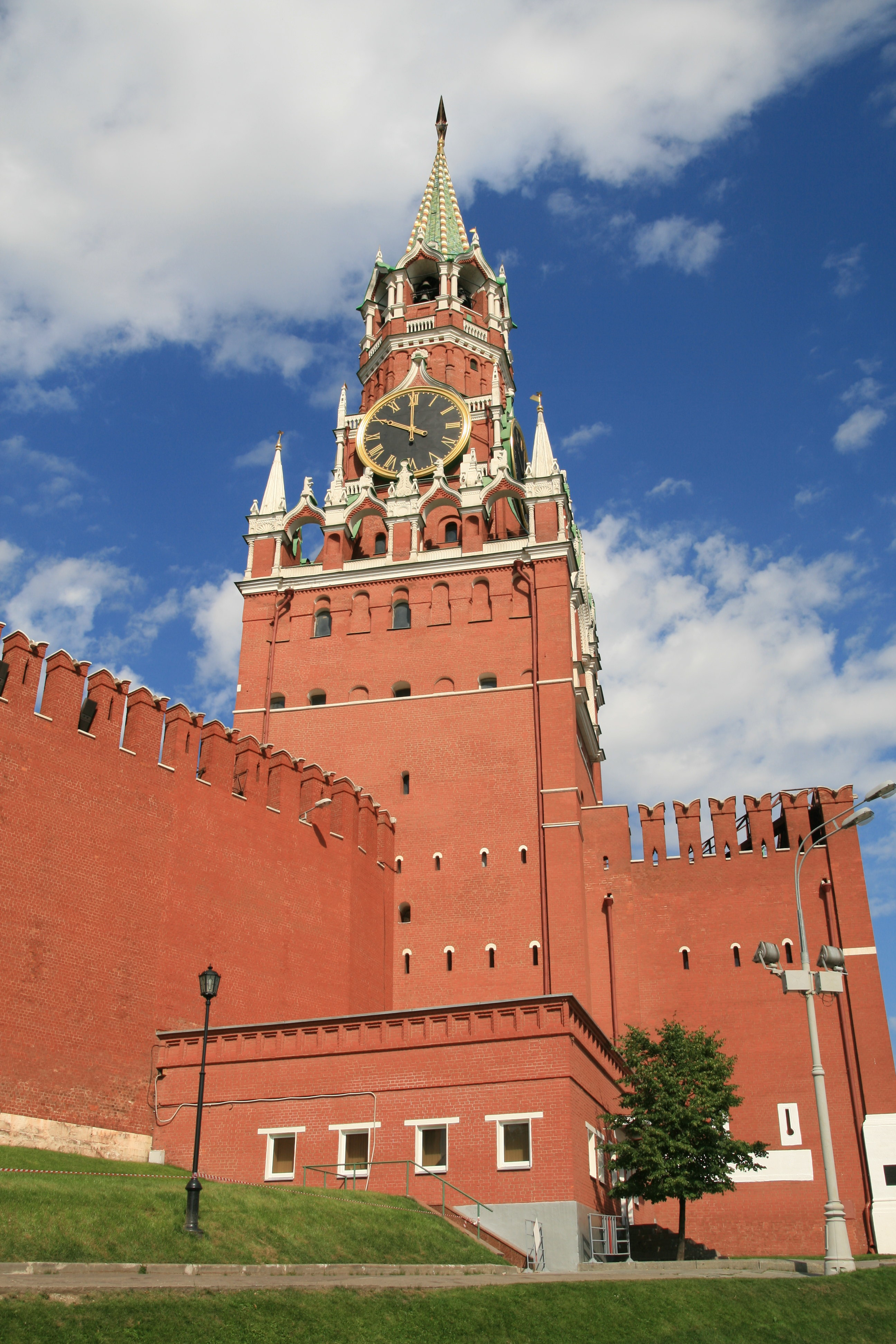
Torre del Salvador.

La torre del Salvador (Спасская,en ruso) es la torre más bella y esbelta del Kremlin de Moscú, al que sirve de puerta principal. Fue construida en 1491 bajo la dirección del arquitecto italiano Pietro Antonio Solari (en). Con la torre del Salvador se inició la construcción de nuevas fortificaciones en la parte oriental del Kremlin. En 1625, se erigió sobre la torre un alto cuerpo de varios pisos que terminaba en un elevado chapitel donde montaron un reloj. El reloj que vemos hoy en la torre del Salvador fue instalado en 1851—1852. Ocupa tres pisos y consta de tres órganos mecánicos separados. El mecanismo se compone de diez campanas para hacer sonar los cuartos y una que toca las horas. Cada campana de los cuartos pesa 320 kg. y la de las horas 2.160 kg. Fueron fundidas en los siglos XVII—XVIII. Hasta 1937, la cuerda era dada a mano. Más tarde, después de una reparación general del reloj, se empezó a mover su máquina por medio de tres motores eléctricos. Todo el mecanismo del reloj pesa unas 25 toneladas. El cuerpo cuadrangular inferior de la torre estaba coronado en todo su contorno por arcos con ornamento de encaje en piedra blanca, torrecillas y pequeñas pirámides con figuras de animales fabulosos. Desde la antigüedad la puerta de la torre era considerada la principal, la puerta «santa» del Kremlin. Por ella pasaban las procesiones religiosas y entraban en el Kremlin los zares, emperadores y embajadores extranjeros. Estaba prohibido atravesarla a caballo con la cabeza cubierta. Los mismos zares debían destocarse al pasar por ella. La torre mide 67,3 metros hasta la estrella y 71 metros con la suma de ella.

### De San Nicolás (Nikólskaya)

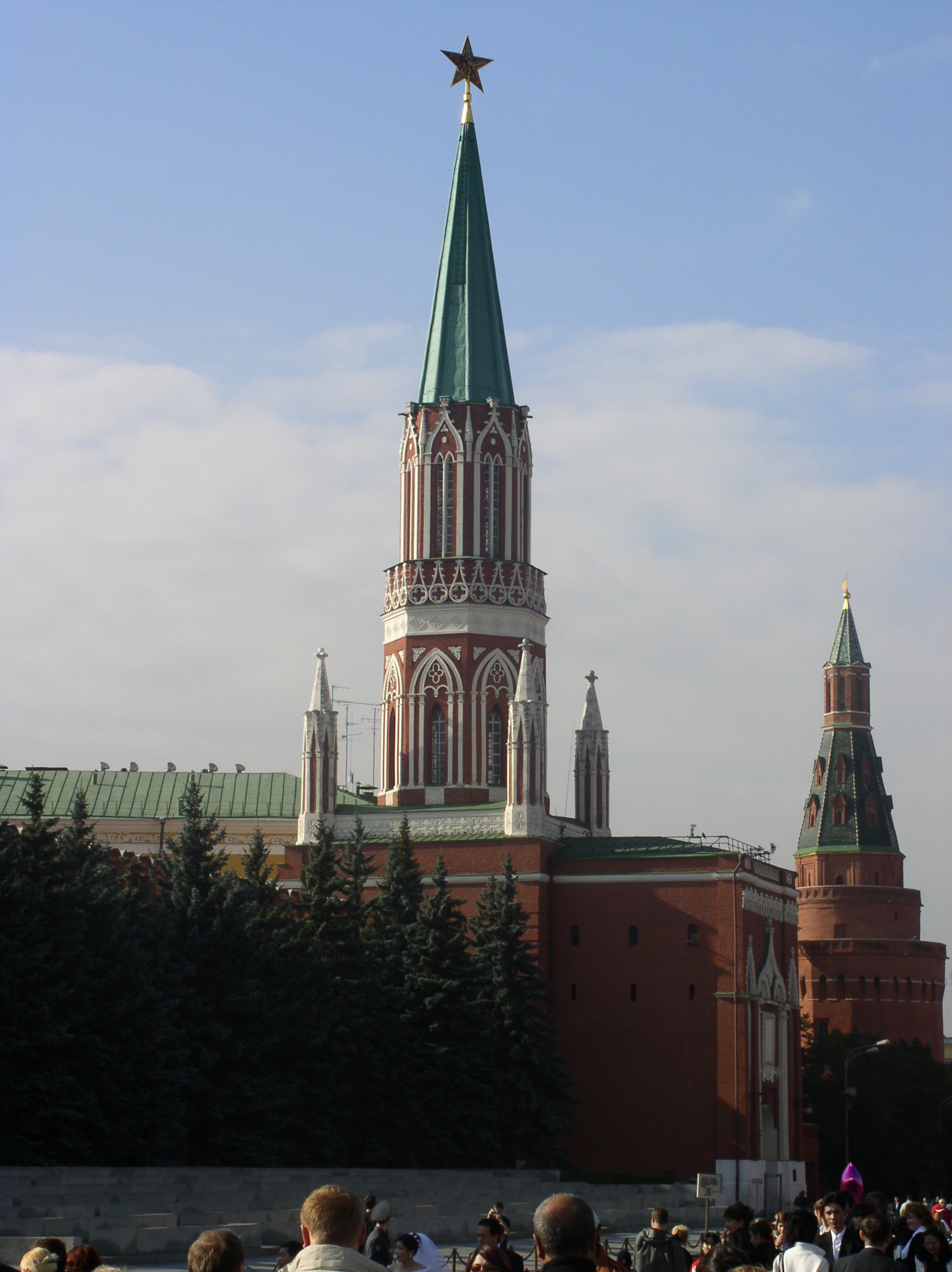
Torre de San Nicolás.

Al mismo tiempo que la torre del Salvador, en la parte norte de la Plaza Roja, se construyó en 1491 la torre de San Nicolás. Su nombre lo tomó del icono de San Nicolás, que había sido colocado sobre la puerta de entrada, y de la calle Nikólskaya, que desde la torre se extiende hacia el norte. En el antaño, allí estuvo el monasterio de San Nicolás, que en los siglos XIV—XVI desempeñó un destacado papel en los asuntos de la alta jerarquía eclesiástica de Rusia.
La ornamentación arquitectónica de las fachadas en estilo gótico, encaje de piedra blanca, y las cuatro altas torrecillas que flanquean la planta cuadrada inferior constituyen la peculiaridad que distingue a la torre de San Nicolás de las demás torres del Kremlin. La torre mide 67,1 metros de altura hasta la estrella; y con la estrella, 70,4 metros en total.

### Del Senado (Senátskaya)
En el centro de la parte noroeste de la muralla del Kremlin, entre las torres del Salvador y de San Nicolás, está la torre del Senado (en ruso Сенатская), que es una de las más antiguas del Kremlin. Fue construida en 1491 a fin de defender al Kremlin por el lado de la Plaza Roja. Esta torre se ha conservado sin alteraciones desde 1680, año en que fue levantado sobre ella el chapitel que la corona.
Debe su nombre al edificio del Senado, situado detrás de ella, que fue construido por el arquitecto M. Kazakov en 1771—1788. Desde entonces la torre no tuvo nombre.
Ante la torre, al pie de la muralla del Kremlin, se encuentra el Mausoleo de Lenin, monumental obra de granito erigida en 1930, según el proyecto del arquitecto Alexéi Schúsev. Detrás del Mausoleo de Lenin, junto a la torre del Senado, están las tumbas de los dirigentes del Estado Soviético y del Partido Comunista.

### De la Trinidad (Tróitskaya)

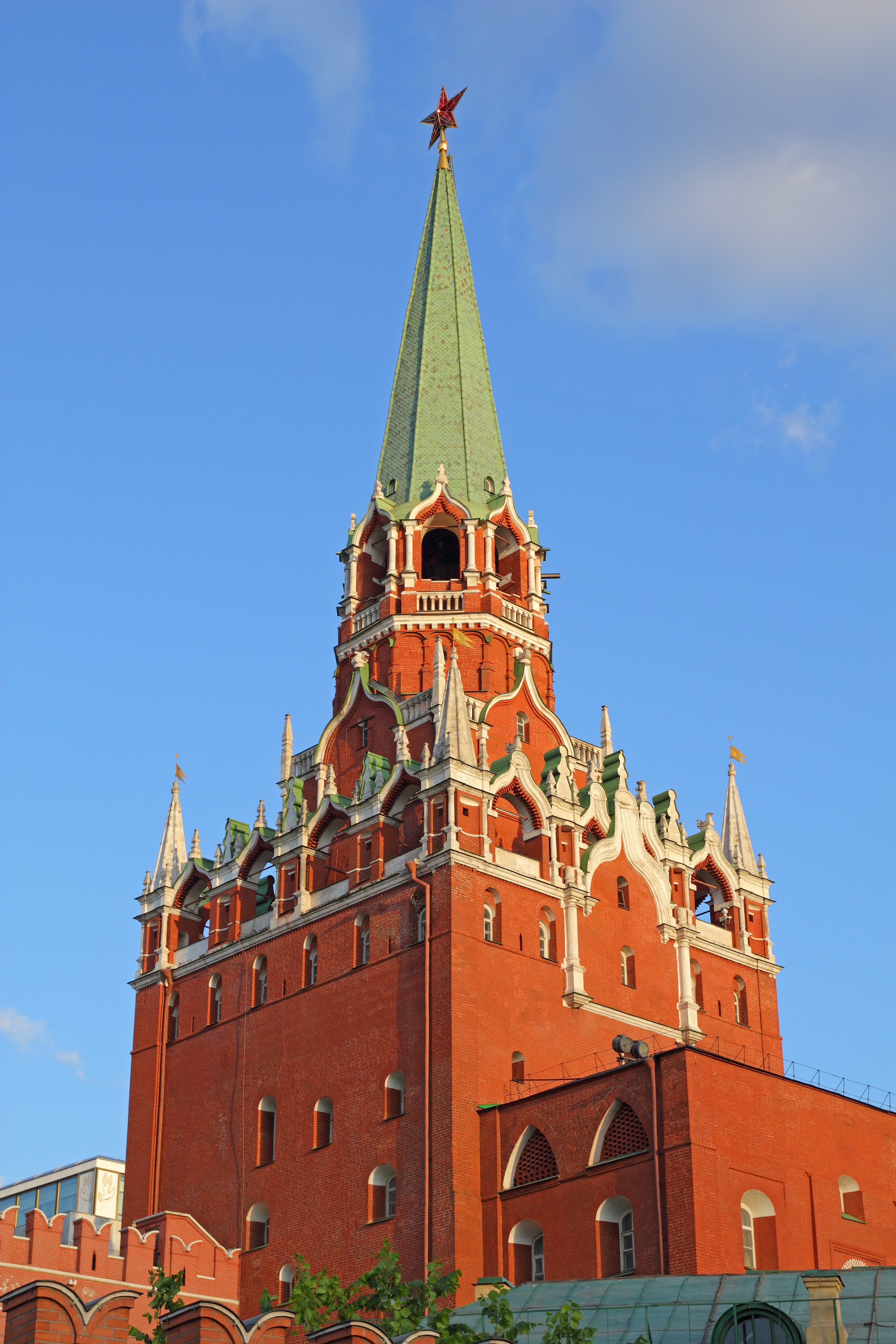
Torre de la Trinidad.

La torre tiene una barbacana con entrada al Kremlin: la llamada puerta de la Trinidad. Se une por un puente de piedra a la torre Kutafia, que servía de atalaya a la entrada del puente. Antaño, la torre de la Trinidad terminaba en almenas y estaba cubierta por un chapitel de madera de cuatro aguas. En 1585, según los anales, la torre ya tenía un reloj.
En 1685 se añadió a la torre un cuerpo de varios pisos con adornos de piedra blanca al que ponía remate una alta aguja de ladrillo semejante a la de la torre del Salvador.
La torre tiene seis plantas y dos profundos sótanos de dos pisos.
Antiguamente los sótanos servían para fines militares, pero en los siglos XVI—XVII se utilizaron como prisión. El nombre de la torre es debido a los edificios del monasterio de la Trinidad, enclavados en el Kremlin.
Por la puerta de la Trinidad se pasaba a la mansión del patriarca y a los palacios de la zarina y las zarevnas; a través de ella salía el clero en procesión para recibir a los zares que volvían de guerrear y acompañarles hasta la puerta del Salvador, que era la principal. En 1812 las tropas napoleónicas entraron al Kremlin por la puerta de la Trinidad, y por ella misma tiempo después, fue la retirada.
En 1935 fue colocada en la torre de la Trinidad una estrella de cristal de rubí. La torre mide por la parte del Jardín de Alejandro 76,35 metros hasta la estrella y 80 metros con ella.

### Del Zar (Tsárskaya)

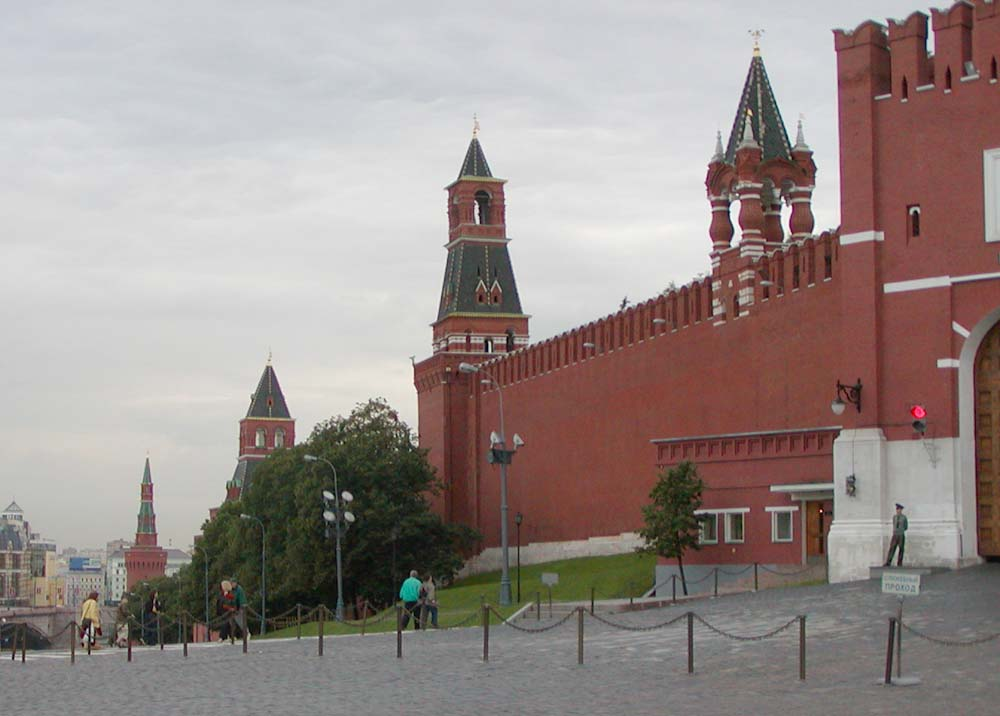
Las torres del Zar, del Rebato, de Constantino y Elena, de Beklemíshev.

Fue construida en 1680. Es un chapitel de piedra sostenido por cuatro pilares que se alza sobre la muralla del Kremlin. Los detalles de piedra blanca, los frontones aguzados, las pequeñas pirámides redondas en los ángulos y la cúspide ochavada con una veleta dorada imprimen a esta torre el aspecto del térem (antigua vivienda rusa) de las fábulas rusas.
Antiguamente el sitio de la torre del Zar lo ocupó una torrecilla de madera desde la que, según la leyenda, Iván el Terrible presenciaba las diversas ceremonias que se celebraban en la Plaza Roja. A eso se atribuye el nombre de la torre. La altura de la torre desde la explanada de la muralla es de 14,45 metros.

### Las torres de la parte meridional de la muralla del Kremlin

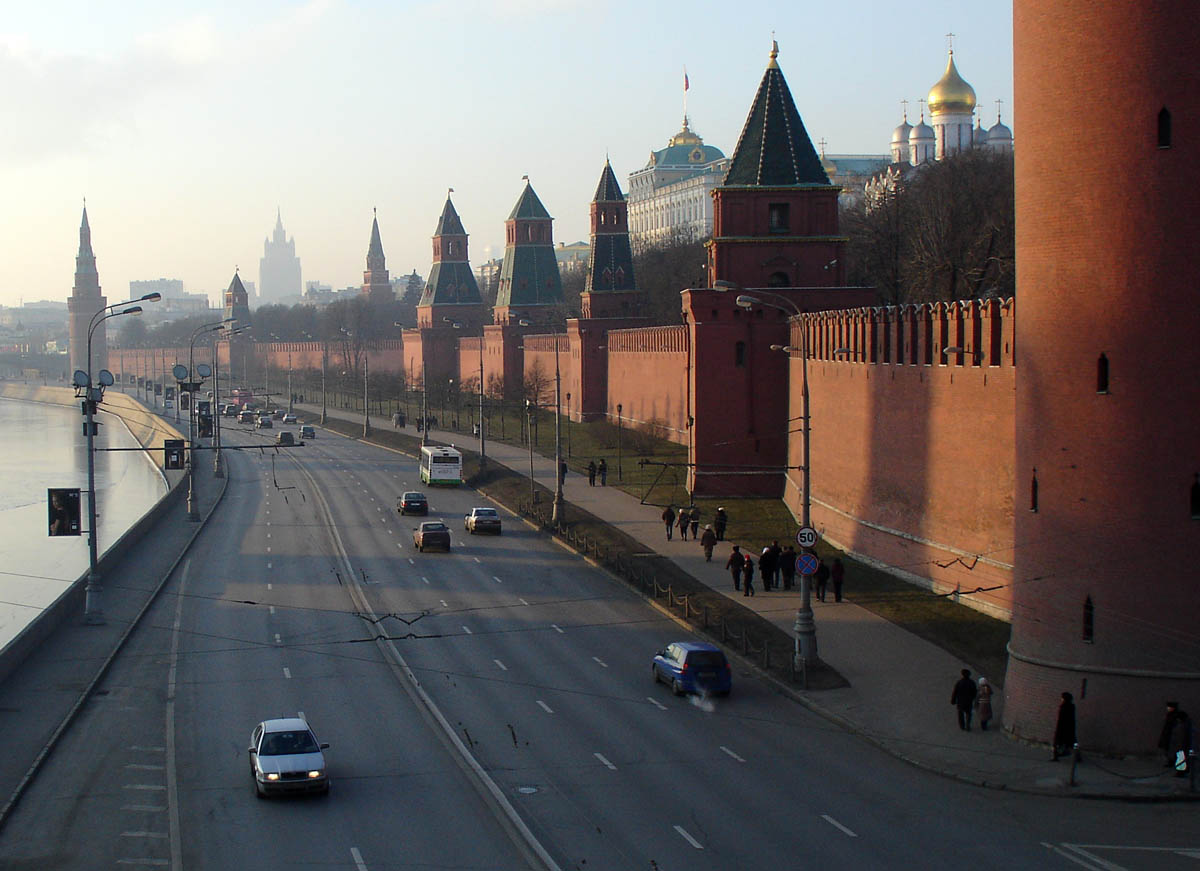
Malecón del Kremlin. Las torres de Beklemíshev, de Pedro, 2ªAnónima, 1ªAnónima, del Secreto, de la Anunciación y del Agua.

Al este de la torre del Agua, al pie de la colina del Kremlin y a las orillas del río Moscova se alzan toda una serie de torres unidas por una alta muralla almenada. De ellas, la primera es la torre de la Anunciación, construida en 1487—1488. Es de forma cuadrangular y de 30 metros de altura. En su base se ven las losas de caliza blanca que se conservaron del Kremlin de piedra blanca que existió en el siglo XIV.
Más a la derecha se encuentra la torre del Secreto (Tainítskaya,o Тайницкая en ruso), de 38,4 metros. Es la más antigua, por ella se comenzó el proceso de fortificación del Kremlin. Dentro de la torre había un pozo secreto, al que debe su nombre. En aquellos tiempos la torre tenía gran importancia de carácter estratégico. Se le adjuntó una barbacana con una puerta y un paso subterráneo hacia el Moscova.
A continuación en la orilla del río se encuentran las torres 1ªAnónima, 2ªAnónima y la de Pedro. En la esquina está la alta y redonda torre de Beklemíshev, de 46,2 metros. La construyó en 1487 el arquitecto italiano Marco Ruffo. En la actualidad, algunas veces a la torre se le da el nombre de Moskvorétskaya debido a su proximidad al puente Moskvorétski. A partir de esta torre la muralla del Kremlin sube por la pendiente hacia la Plaza Roja.

## Arquitectura del Kremlin
- Catedral de la Asunción (Uspenski)
- Catedral del Arcángel Miguel (Arjánguelski)
- Catedral de la Anunciación (Blagovéschenski)
- Catedral de los Doce Apóstoles
- Cámaras del Patriarca
- Campanario de Iván el Grande
- Iglesia del Manto de la Virgen

## Edificios administrativos y los museos del Kremlin
- Armería del Kremlin
- El Arsenal del Kremlin de Moscú
- Gran Palacio del Kremlin
- Cámara de las Facetas
- Palacio Estatal del Kremlin
- Palacio de los Terems
- Palacio Poteshny

Monumentos
- Tsar Pushka (Cañón de Zar)
- Tsar Kólokol (Campana del Zar)
- Necrópolis de la Muralla del Kremlin